# Зорька пламенная
Зорька пламенная или Микрозегрис пламенный (Microzegris pyrothoe) — дневная бабочка из семейства белянки. Единственный представитель монотипического рода Microzegris. Вид занесён в Красную книгу Казахстана.

## Описание
Длина переднего крыла 16—20 мм. Размах крыльев бабочек 28—40 мм. Голова округлая, глаза голые. Усики постепенно утолщаются к вершине или заканчиваются резко обособленной булавой. Верхняя сторона крыльев белого цвета. Вершина переднего крыла чёрно-пятнистая с крупным красновато-оранжевым пятном в центре. На конце срединной ячейки располагается чёрное пятно удлинённой формы. Заднее крыло округло-овальное, с 2 анальными жилками. Центральная ячейка обоих крыльев замкнута и занимает около половины длины крыла. На задних крыльях обычно просвечивается рисунок нижней стороны крыльев. На нижней стороне крыльев вершина переднего крыла серого цвета с удлинённым оранжевым пятном. Нижняя сторона крыльев с желто-зеленым фоном задних крыльев, на котором расположены сравнительно узкие пятна белого цвета.

## Ареал
Ареал характеризуется разорванностью. В целом распространение вида охватывает территорию от Красноводска и Саратова до Южного Алтая. С севера на юг примерно простирается от Приаралья до южной части Каракумов. В Казахстане известен из Прикаспия (плато Устюрт) и Южного Прибалхашья. Редкий вид, но постоянно отмечается на острове Барсакельмес. На территории России встречается крайне редко и локально, возможно здесь является залётным видом.
Населяет песчаные пустыни (по типу Каракумов) и пустыни северного типа (в низовьях Сырдарьи). В Саратовской области вид отмечен у берегов рек возле зарослей кустарников. В Казахстане обитает в злаково-разнотравных стациях и саксаульниках в песчаных и солончаковых пустынях.

## Биология
За год данный вид развивается в одном поколении. Время лёта бабочек в пустынях Средней Азии отмечается с конца марта до первой половины апреля. В Саратовской области лёт отмечен в конце мая.

## Охрана
Зорька пламенная занесена в Красную книгу Казахстана, как «Сокращающийся в численности вид». Повсюду отмечается снижение численности вида. Вид встречается локально, но в некоторых местах обитания является обычным. Причина сокращения численности — исчезновение мест обитания вида из-за антропогенной деятельности.